# Anastasija Reibergerová
Anastasija Reibergerová (narozená jako Nastja Ryžichová rusky Настя Рыжих, německy Nastja Ryshich; * 19. září 1977, Omsk, Sovětský svaz) je bývalá německá atletka ruského původu, halová mistryně světa ve skoku o tyči.

## Kariéra
V roce 1996 vytvořila čtyři juniorské světové rekordy (411 cm – 415 cm). Na Mistrovství Evropy v atletice 1998 v Budapešti, kde měly ženy poprvé v historii na programu skok o tyči skončila společně s dalšími dvěma tyčkařkami na děleném 4. místě.
Největší úspěchy své kariéry zaznamenala v roce 1999. V halové sezóně vybojovala v japonském Maebaši výkonem 450 cm zlatou medaili na halovém MS. Stříbro získala Vala Flosadóttir a o bronz se podělily Němka Nicole Humbertová a Maďarka Zsuzsanna Szabóová. V letní sezóně získala stříbrnou medaili na druhém ročníku ME do 23 let v Göteborgu, kde prohrála jen s Islanďankou Flosadóttirovou. Neúspěchem pro ni naopak skončila účast na světovém šampionátu v Seville, kde ve finále třikrát neuspěla na základní výšce 415 cm.
V roce 2004 na halovém MS v Budapešti postoupila z kvalifikace jako poslední do finále. V něm skončila na 8. místě. 29. července 2006 v Norimberku si vytvořila výkonem 463 cm nové osobní maximum. O dva týdny později se zúčastnila evropského šampionátu v Göteborgu, kde však třikrát neuspěla na výšce 445 cm a obsadila 9. místo. Výše skončily i její krajanky Silke Spiegelburgová (6.) a Martina Strutzová (5.). V roce 2008 reprezentovala na letních olympijských hrách v Pekingu, kde v kvalifikaci obsadila 14. místo a do dvanáctičlenného finále se neprobojovala.

### Osobní rekordy
- hala – 450 cm – 6. března 1999, Maebaši
- venku – 463 cm – 29. července 2006, Norimberk

## Osobní život
V roce 1992 emigrovala s rodiči do německého Ulmu. Pochází ze sportovně založené rodiny. Jejím trenérem byl otec Vladimir (* 1955), bývalý tyčkař s osobním rekordem 540 cm. Matka Katja se specializovala na skok do výšky. Její mladší sestra Lisa (* 1988) se rovněž věnuje skoku o tyči, mj. v roce 2010 vybojovala bronzovou medaili na evropském šampionátu v Barceloně.